# Lepidastheniinae
Los lepidasteniineos (Lepidastheniinae) son una de las subfamilias de anélidos poliquetos perteneciente a la familia Polynoidae.

## Géneros
- Alentiana Hartman, 1942
- Benhamipolynoe Pettibone, 1970
- Hyperhalosydna Augener, 1922
- Lepidasthenia Malmgren, 1867
- Lepidastheniella Monro, 1924
- Parahalosydna Horst, 1915
- Perolepis Ehlers, 1908
- Pseudopolynoe Day, 1962
- Showapolynoe Imajima, 1997
- Telolepidasthenia Augener & Pettibone in Pettibone, 1970